# Ashikaga Yoshimochi
Ashikaga Yoshimochi (tiếng Nhật: 足利 義持, Túc Lợi Nghĩa Trì; 12 tháng 3 năm 1386 — 3 tháng 2 năm 1428) là shogun thứ tư của Mạc phủ Ashikaga ở Nhật Bản, nắm quyền từ năm 1394 đến năm 1422.